# Jistota (zajištění závazků)
Jistota je v podstatě věc, kterou dlužník poskytne věřiteli jako záruku toho, že mu dluh skutečně splatí. Právně je jistota upravena v ustanoveních § 2012–2017 občanského zákoníku, které stanoví, jak by měl dlužník splnit svou povinnost splatit dluh a poskytnout zároveň věřiteli jistotu (kauci, zástavu) v jeho prospěch.
Jistotu lze poskytnout buď finanční zárukou nebo ručitelem, kdy se jedná o osobu, která ručí vhodným majetkem a může být žalována v tuzemsku. Smluvní strany se mohou domluvit i jinak, například když se třetí osoba zaváže, že dlužník svůj dluh splní, nebo dá-li někdo věřiteli majetkovou jistotu (dříve označována jako vadium). U majetkové jistoty se jedná o věc, která je předána věřiteli jako záruka (jistota), že dluh bude splněn. Pokud je dluh včas a řádně splněn, právo na majetek přechází zpět na dlužníka, nebo na osobu, která majetkovou jistotu poskytla. Jedná se tu o zajišťovací převod práva – převod práva na věřitele s rozvazovací podmínkou, když je dluh splacen.
Dle advokáta Roberta Němce poskytuje věřitelům vyšší stupeň právní jistoty určitý způsob zajištění, což dává předpoklad, že dlužník bude řádně splácet a své závazky vůči věřiteli splní včas.

## Jistota podle občanského zákoníku

### Vztah mezi dlužníkem, věřitelem a dalšími účastníky
Občanský zákoník podle § 2012 občanského zákoníku určuje, jak odvrátit případné problémy od dlužníka i věřitele pomocí pravidel, která stanoví povinnost dát jistotu, formou zřízení zástavního práva.
Pokud dlužník nemůže zřídit zástavní právo, může využít možnosti ručitele. Jedná se o osobu, která má vhodný majetek a může být žalována v tuzemsku, může být tedy právně dostižitelná. Důležité je prokázat u ručitele jeho „vhodnost majetku“. Musí se zohlednit výše jeho dluhů, a jestli tato osoba navrhovaná jako ručitel bude schopná zajištěný dluh uhradit. Čistá hodnota dlužníkova majetku je vždy snížena o výši jeho dluhů.

### Hodnota jistoty
Hodnota věci jako jistoty by neměla být vyšší, než kolik činí dvě třetiny obvyklé ceny. O hodnotě ceny jistoty pojednává § 2013 občanského zákoníku. Jedná se v tomto případě o tzv. kauci. Občanský zákoník stanoví, do jaké míry může určitá majetková hodnota sloužit jako kauce. Poskytnutá věc zajišťuje dluh jen do výše dvou třetin obvyklé ceny na místo ceny odhadní. Jako jistotu není nikdo povinen přijmout stavební pozemky a nemovité věci, sloužící k podnikatelským účelům.

### Způsobilá jistota
Za způsobilou jistotu lze považovat například stavební pozemek či nemovitou věc, cenné papíry i vklady v bankách, spořitelních a úvěrních družstvech. Způsobilá, nebo jinak řečená dostatečná jistota je upravena v § 2014 občanského zákoníku.
Stavební pozemek nebo nemovitá věc sloužící pro podnikání jsou dostatečnou jistotou pouze do poloviny obvyklé ceny. Právo stavby je jistotou do výše poloviny obvyklé ceny pouze tehdy, pokud bude úplata ujednaná jako stavební plat splacená nejdéle pět let před zánikem práva stavby.
Cenné papíry, které zajišťují bezpečný výnos, jsou dostatečnou jistotou do tří čtvrtin obvyklé ceny. Zde došlo v občanském zákoníku k zásadní změně. Až do roku 2014 byly podle § 557 občanského zákoníku z roku 1964 byly státní cenné papíry způsobilou jistotou „do celé své výše“.
Vklady v bankách, spořitelních a úvěrních družstvech jsou přijatelnou jistotou pouze do výše pojištění. Oproti § 557 občanského zákoníku z roku 1964 také došlo k zásadní změně, tehdy byly vklady v bankách a spořitelnách způsobilou jistotou „do celé své výše“.

### Úroky spojené s jistotou
Úroky z peněžitého dluhu zajišťuje jistota nejvýše do výše zákonné úrokové sazby. Neplatí to však tehdy, když byl ten, kdo jistotu dává, před poskytnutím jistoty seznámen s tím, jaké úroky věřitel a dlužník ujednali. V tomto případě tedy záleží na tom, zda třetí osoba poskytující jistotu ví, co bylo mezi věřitelem a dlužníkem ohledně úroků dohodnuto. Občanský zákoník ukládá povinnost, aby osoba, která poskytuje jistotu, byla s dohodou týkající se úroků seznámena. Jistota zajišťuje úroky z peněžitého dluhu do výše zákonné sazby pouze tehdy, pokud osoba, která jistotu poskytla, nebyla seznámena s tím, jak se věřitel a dlužník na úrocích dohodli a zároveň se jedná o třetí osobu odlišnou od dlužníka. Pokud tato osoba s ujednáním o úrocích byla seznámena, nebo jistotu poskytl dlužník, jistota zahrnuje i úroky z peněžitého dluhu, na kterých se věřitel i dlužník domluvili. Osoba, poskytující jistotu, se může s ujednáním o úrocích seznámit jakýmkoliv způsobem. Forma seznámení se s tímto ujednáním není nijak předepsaná.
Pokud je jako jistota úročený dluh, jsou zajištěny i ty úroky, které dosud nebyly připsány. Úroky jsou podle § 513 občanského zákoníku součástí pohledávky. Jsou plněny především úroky, na nichž se obě strany (věřitel, dlužník) dohodly. Pokud nebyla výše úroků ujednána, dlužník je povinen platit úroky ve výši stanovené právním předpisem (§ 1802 občanského zákoníku). Jestliže úroky nestanoví ani právní předpis, dlužník je povinen platit úroky, které jsou obvyklé u úvěrů poskytovaných bankami v místě bydliště, nebo v místě jeho sídla. Důležitý je zde i § 1797 občanského zákoníku, jenž se týká lichvy. Úroky spojené s jistotou jsou uvedeny v § 2015 občanského zákoníku.

### Více různých věřitelů k téže věci
Zakládá-li se jistota různých věřitelů na různých právech k téže věci, uspokojí se v rozsahu těchto práv a v pořadí podle vzniku zajištění postupně. V první skupině jsou věřitelé zajištěni věcným právem zapsaným ve veřejném seznamu nebo rejstříku zástav a ve druhé skupině jsou věřitelé zajištěni věcným právem nezapsaným ve veřejném seznamu nebo v rejstříku zástav. Poté se ve třetí skupině uspokojí věřitelé, kteří jsou zajištěni závazkovým právem.
Toto pravidlo určuje vzájemné pořadí zajištěných věřitelů. Může se stát, že jedna osoba ručí za dluhy více dlužníků nebo k jedné a téže věci je zřízeno více zástavních práv. Jedna věc může sloužit k zajištění více různých pohledávek, zároveň může jít o pohledávky více různých věřitelů. Pro stejný dluh je možné zastavit více různých věcí, více dluhů může být zajištěno zástavním právem ke stejné věci.
§ 981 občanského zákoníku stanoví že: „Je-li do veřejného seznamu zapsáno věcné právo k cizí věci, má přednost před věcným právem, které není z veřejného seznamu zjevné.“ Občanský zákoník v některých ustanoveních stanoví zvláštní pravidla zajišťovacích práv, jako může být například § 1398 občanského zákoníku – zadržovací právo. Obecná ustanovení § 2012–2017 občanského zákoníku o jistotě neupravují otázku smluvní úpravy pořadí. Pokud vznikne na jedné zástavě více zástavních práv, mohou si věřitelé jejich pořadí ujednat v písemné formě. Situacemi více věřitelů k téže věci se zabývá § 2016 občanského zákoníku.

### Ztráta ceny jistoty
Pokud jistota ztratí na ceně do takové míry, že je zajištění nedostatečné, může věřitel žádat od dlužníka, aby zajištění okamžitě doplnil. Jestliže tak dlužník neučiní, stane se splatnou ta část pohledávky, která není zajištěná. Majetková jistota může z nejrůznějších důvodů ztratit na ceně, například při živelní katastrofě. V tomto případě už nezajišťuje celý dluh, někdy dokonce jen jeho malou část. Věřitel má tedy právo žádat o doplnění zajištění. Jedná se tedy o povinnost dát věřiteli nebo v jeho prospěch kauci zřízením zástavního práva, nebo lze využít ručení. Dluh je možné přiměřeně zajistit i zajišťovacím převodem práva nebo dohodou o srážkách ze mzdy nebo z jiných příjmů.
Dále se § 2017 občanského zákoníku zaměřuje i na případy, kdy věřitel použije část jistoty k uspokojení části zajištěných dluhů. Hodnota zbývající jistoty pak však již nepostačuje k zajištění výše zbývajících zajištěných dluhů. Platí, že jejich limitem je insolvenční právo.